# Sujata Massey
Pour les articles homonymes, voir Massey.
Sujata Massey, née en 1964 dans le Sussex en Angleterre, est une romancière américaine d'origine anglaise, indienne et suisse. Elle est principalement connue pour sa série de romans policiers mettant en scène le détective amateur Rei Shimura (en).

## Biographie
Elle naît dans le Sussex de parents d'origines indienne et suisse. Elle émigre avec sa famille à l'âge de cinq ans aux États-Unis, d'abord à Philadelphie, puis à Berkeley et, enfin, à Saint Paul dans le Minnesota.
Elle suit les cours de l'université Johns-Hopkins, dont elle sort diplômée en 1986. Elle devient journaliste pour le quotidien The Baltimore Sun. Elle démissionne à la fin des années 1990 du journal et part enseigner l'anglais et étudier au Japon.
Elle en profite pour écrire son premier roman The Salaryman's Wife, la première aventure consacré au détective amateur américano-japonais Rei Shimura (en), qui est lauréat du prix Agatha du meilleur premier roman. Le troisième titre de la série, The Flower Master, est lauréat du prix Macavity du meilleur roman en 2000.
Elle puise dans ses origines indiennes pour écrire The Sleeping Dictionnary, inspiré par le Bengale des années 1930, puis A Murder on Malabar Hill (d'abord publié sous le titre The Widows of Malabar Hill), dans le Bombay des années 1920. Ce dernier roman met en scène Perveen Mistry, héritière d'une famille zoroastrienne et ambitionnant de devenir la première femme avocate de Bombay. Le personnage de l'héroïne est inspiré par Cornelia Sorabji, la première femme indienne à avoir suivi le droit à Oxford, et par Mithan Jamshed Lam, la première femme à avoir été inscrite au barreau de Bombay..

## Œuvre

### SérieThe Rei Shimura
- The Salaryman's Wife (1997)
- Zen Attitude (1998)
- The Flower Master (1999)
- The Floating Girl (2000)
- The Bride's Kimono (2001)
- The Samurai's Daughter (2003)
- The Pearl Diver (2004)
- The Typhoon Lover (2005)
- Girl in a Box (2006)
- Shimura Trouble (2008)
- The Kizuna Coast (2014)

### SériePerveen Mistry
- The Widows of Malabar Hill (2018) (réédition sous le titre A Murder on Malabar Hill)
  - Les Veuves de Malabar Hill, Charleston (2021)
- The Satapur Moonstone (2019)
  - La Malédiction de Satapur, Charleston (2021)
- The Bombay Prince (2021)
  - Le Prince de Bombay, Charleston (2024)
- The Mistress of Bhatia House (2023)

### Autre roman
- The Sleeping Dictionary (2013)

## Prix et distinctions notables

### Prix
- Prix Agatha 1997 du meilleur premier roman pour The Salaryman's Wife[2].
- Prix Macavity 2000 du meilleur roman pour The Flower Master[3].
- Prix Agatha 2018 du meilleur roman historique pour The Widows of Malabar Hill[2].
- Prix Lefty 2019 du meilleur roman policier historique pour The Widows of Malabar Hill[4].
- Prix Mary Higgins Clark 2019 pour The Widows of Malabar Hill[5].
- Prix Macavity 2019 du meilleur roman policier historique pour The Widows of Malabar Hill[3].
- Prix Lefty 2020 du meilleur roman policier historique pour The Satapur Moonstone[4].
- Prix Agatha 2023 du meilleur roman historique pour 	The Mistress of Bhatia House[2].
- Prix Sue Feder 2024 du meilleur roman historique pour The Mistress of Bhatia House[3].

### Nominations
- Prix Anthony 1998 du meilleur livre de poche original pour The Salaryman's Wife[6].
- Prix Barry 1998 du meilleur livre de poche original pour The Salaryman's Wife[7].
- Prix Anthony 1999 du meilleur livre de poche original pour Zen Attitude[6].
- Prix Edgar-Allan-Poe 1999 du meilleur livre de poche original pour Zen Attitude[5].
- Prix Anthony 1999 du meilleur livre de poche original pour Zen Attitude[6].
- Prix Agatha 1999 du meilleur roman pour Zen Attitude[2].
- Prix Agatha 2000 du meilleur roman pour The Floating Girl[2].
- Prix Agatha 2001 du meilleur roman pour The Bride’s Kimono[2].
- Prix Mary Higgins Clark 2004 pour The Samurai’s Daughter[5].
- Prix Agatha 2004 du meilleur roman pour The Pearl Diver[2].
- Prix Shamus 2019 du meilleur roman pour The Widows of Malabar Hill[8].
- Prix Sue Feder 2020 du meilleur roman historique pour The Satapur Moonstone[3]
- Prix Lefty 2022 du meilleur roman policier historique pour The Bombay Prince[4].
- Prix Agatha 2021 du meilleur roman historique pour The Bombay Prince[2].
- Prix Sue Feder 2022 du meilleur roman historique pour The Bombay Prince[3].
- Prix Shamus 2024 du meilleur roman pour The Mistress of Bhatia House[8].